# JRD Tata Sportcomplex
Het JRD Tata Sportcomplex is een multifunctioneel stadion in Jamshedpur, een stad in India. 
Het stadion kan worden gebruikt voor verschillende sportwedstrijden. Er ligt een Bermudagrasveld voor voetbalwedstrijden, de voetbalclub Jamshedpur FC maakt gebruik van dit stadion. Om het grasveld heen ligt een atletiekbaan. In het stadion is plaats voor 40.000 toeschouwers. Het stadion werd geopend in 1991. In 2017 waren er grondige renovaties.

## Afbeelding

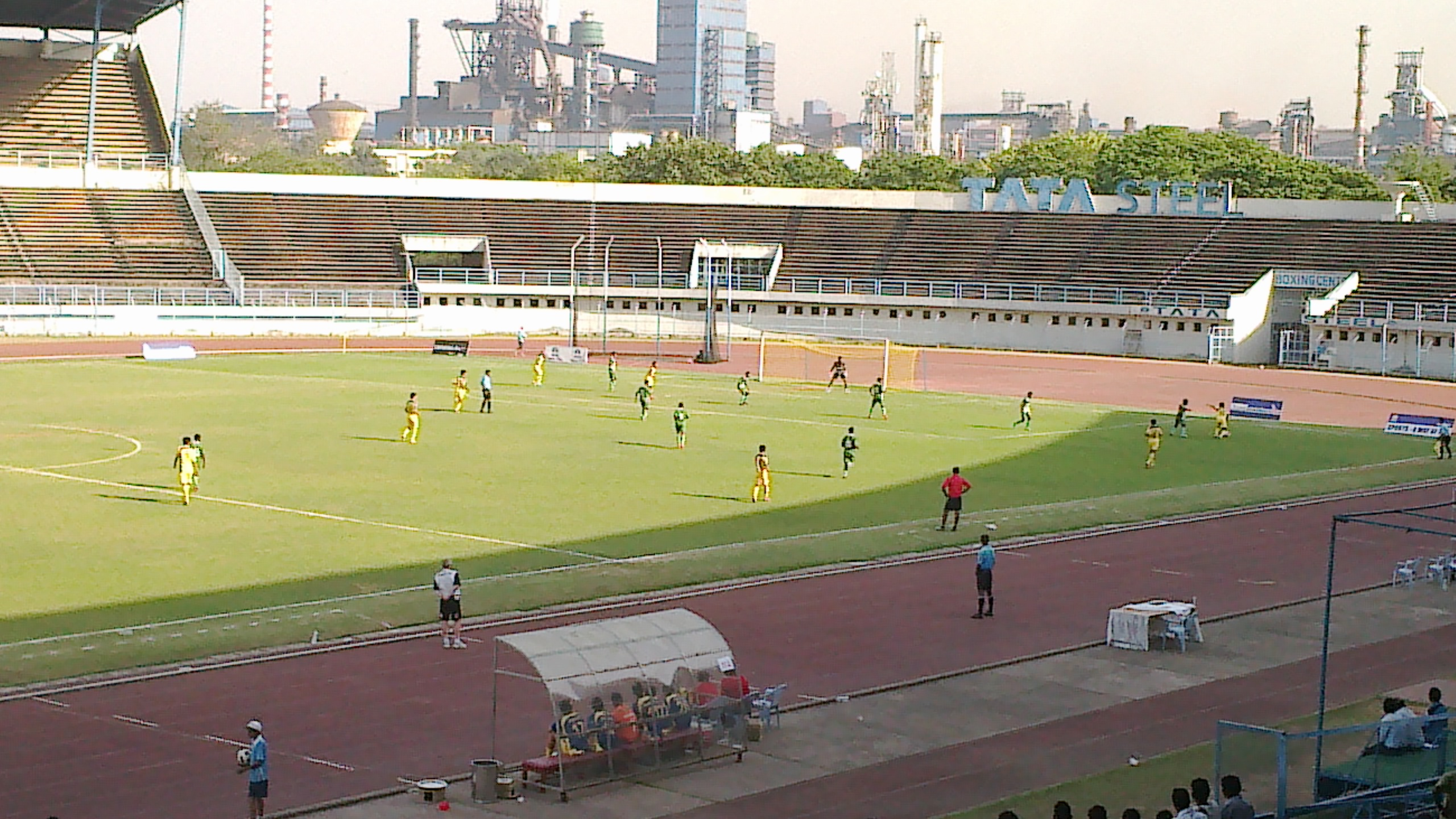
Het stadion voor de renovatie. Foto gemaakt in 2013.
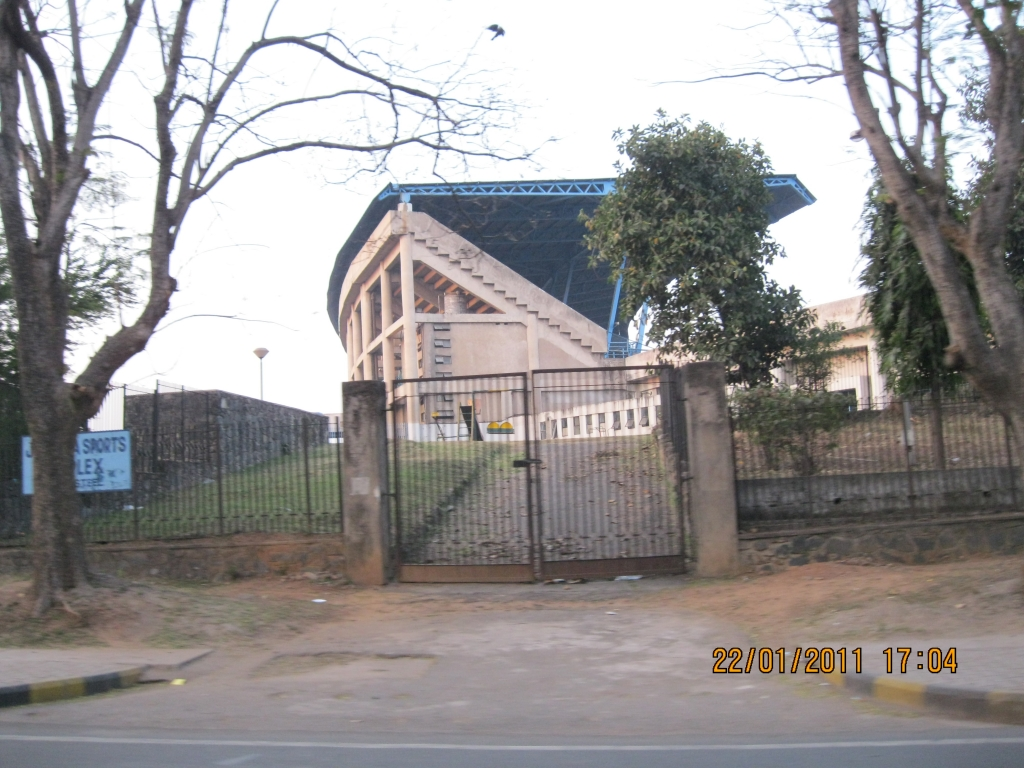
Foto gemaakt van de zijkant. Foto gemaakt in 2011.